# Андовер (Канзас)
Андовер (енгл. Andover) град је у америчкој савезној држави Канзас.

## Демографија
По попису из 2010. године број становника је 11.791, што је 5.093 (76,0%) становника више него 2000. године.
| Група             | 2000.         | 2010.          |
| Белци             | 6.282 (93,8%) | 10.578 (89,7%) |
| Афроамериканци    | 35 (0,5%)     | 122 (1,0%)     |
| Азијати           | 70 (1,0%)     | 217 (1,8%)     |
| Хиспаноамериканци | 160 (2,4%)    | 564 (4,8%)     |
| Укупно            | 6.698         | 11.791         |